# Wagakukodansho
Wagakukōdansho (和学講談所, Instituto de Palestras de Clássicos Japoneses), também chamado Wagakukōdanjo, Wagaku-Kōdansho ou Wagaku Kōdansho, foi um importante instituto educacional e de pesquisa localizado em Edo, com foco nos clássicos e na história do Japão, notável por seu modelo exclusivo e por operar sob o patrocínio direto do xogunato.
O Instituto produziu e preservou inúmeros documentos e coleções históricas, com contribuições relevantes para os campos da história, literatura e kokugaku. Seu acervo bibliográfico forma hoje parte significativa das coleções dos Arquivos Nacionais do Japão.

## História

### Fundação
O Wagakukōdansho foi fundado em 1793, durante o governo do 11º xogum Tokugawa Ienari, por Hanawa Hokiichi, um monge cego e renomado estudioso. Estabelecido na região de Banchō, o nome original do Instituto foi Onkodō (温古堂), atribuído pelo rōjū Matsudaira Sadanobu a pedido de Hokiichi.
Inicialmente, tratava-se de uma escola privada sob a jurisdição do Jisha-bugyō. Em 1795, passou para a supervisão do Daigakunokami, do clã Hayashi, e recebeu um subsídio anual de 50 Ryōs, tornando-se um Instituto público reconhecido pelo xogunato. Posteriormente, passou a receber subsídios adicionais conforme a necessidade.
O Instituto foi primeiramente estabelecido nas proximidades da atual Yonbanchō. Em 1803, foi transferido para Omote-Rokubanchō (atual Sanbanchō 24), para um campus mais amplo de 840 pyeong (cerca de 2.800 m²), com salas de aula, aposentos e um santuário dedicado a Tenjin, kami patrono dos estudos, da erudição, do aprendizado e da intelectualidade. Reformas foram realizadas após danos causados por incêndios e desastres, e na Restauração Meiji, restavam seis salas de aula.

### Missão
A missão do Wagakukōdansho incluía:
- Leitura e ensino de obras clássicas japonesas, como o Kojiki e o Rikkokushi;
- Pesquisa, cópia e preservação de documentos históricos;
- Consultoria histórica para o xogunato;
- Edição e publicação de fontes históricas.

No que diz respeito ao ensino, as aulas não eram ministradas diariamente, pois o Instituto priorizava as atividades de pesquisa. No entanto, nos anos finais do xogunato, sua missão educacional foi gradualmente reforçada. Embora fosse formalmente acessível ao público, o ensino era direcionado principalmente à classe samurai. As atividades pedagógicas consistiam sobretudo em pequenos grupos voltados à leitura e interpretação de textos clássicos. Diferenciando-se de outros centros educacionais do período, o Instituto tinha como foco exclusivo a tradição nacional, com ênfase em obras como o Man'yōshū, o Genji monogatari e documentos jurídicos do sistema Ritsuryō.
Em relação às suas atividades de pesquisa, o Instituto produziu grandes coleções históricas, como o Gunsho Ruijū (群書類従; Coleção Classificada de Clássicos Japoneses), com 1.273 volumes; o Zoku Gunsho Ruijū (続群書類従; Segunda Coleção Classificada de Clássicos Japoneses); e o Buke Myōmokushō (武家名目抄; Compêndio de Nomes da Classe Samurai). No final do xogunato, participou da elaboração de estudos que fundamentavam as reivindicações territoriais do Japão em Hokkaido e nas Ilhas Ogasawara, além de redigir cartas diplomáticas. O Instituto também exerceu função censória, e sua biblioteca era consultada por outras instituições, como o Shoheikō e o Bansho Shirabesho.

### Depois da morte de Hanawa Hokiichi
Em 1822, após a morte de Hanawa Hokiichi, seu quarto filho, Hanawa Tadatomi (塙忠宝), assumiu a direção do Instituto com apenas 16 anos. Em fevereiro de 1863, Tadatomi foi assassinado em frente ao Instituto. O crime teve origem na interpretação equivocada de uma pesquisa que lhe fora encomendada ao Instituto pelo rōjū Andō Nobumasa, a respeito das cerimônias de recepção de estrangeiros realizadas no Japão antes do período de sakoku. Setores imperialistas entenderam erroneamente que o estudo tinha como objetivo propor a abolição do sistema imperial. Diversas fontes mencionam o jovem Itō Hirobumi, que mais tarde se tornaria o primeiro-ministro do Japão, como um dos coautores do assassinato, ao lado de Yamao Yōzō.
Após o assassinato, Hanawa Tadatsugu (塙忠韶), neto de Hokiichi, assumiu a direção até a dissolução do Instituto em 1868, com a queda do Xogunato Tokugawa.

## Legado

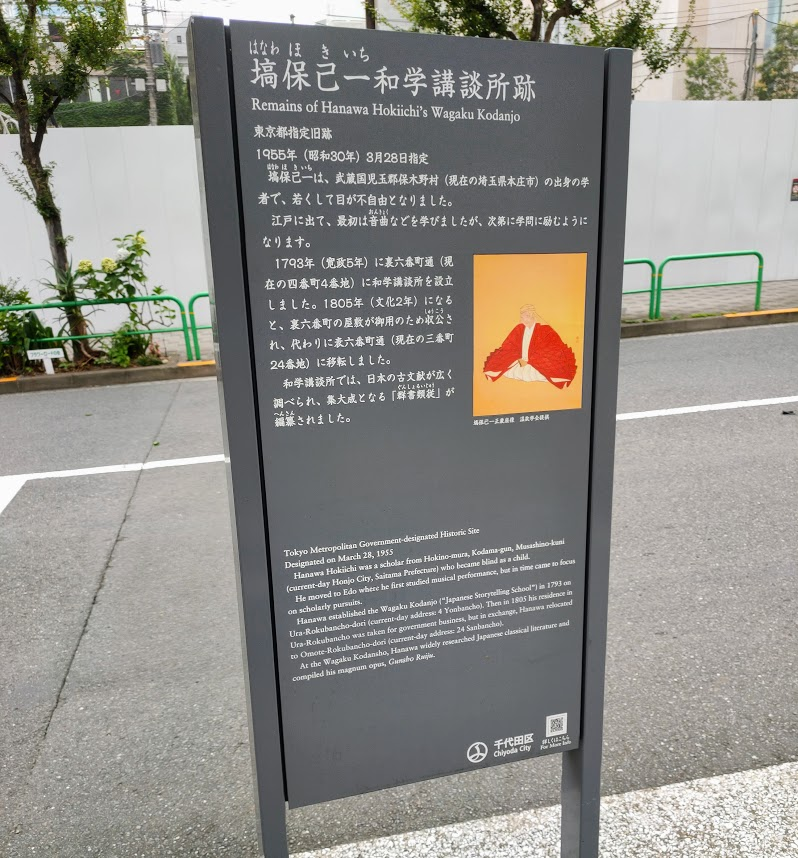
Placa turística das ruínas do Wagakukōdansho

Após sua desativação, as atividades do Instituto foram gradualmente incorporadas por diferentes agências governamentais ao longo da era Meiji. O atual Instituto Historiográfico da Universidade de Tóquio tem suas origens diretamente ligadas ao Wagakukōdansho. Diversos projetos de compilação iniciados no Instituto ainda permanecem em andamento, especialmente o Dai Nihon Shiryō.
A biblioteca do Wagakukōdansho reuniu um acervo significativo, com numerosas obras de valor histórico, muitas das quais foram posteriormente designadas como Propriedades Culturais Importantes e transferidas para os Arquivos Nacionais do Japão. Entre os exemplos notáveis estão uma cópia do século XIII do Kankenshō (管見抄; Apontamentos a partir de uma visão limitada) e uma edição do século XVIII do Orandahonzōwage (阿蘭陀本草和解; Herbologia traduzida da Holanda), uma obra representativa do rangaku.
Além disso, os 17.244 blocos de madeira utilizados na impressão do Gunsho Ruijū – também reconhecidos como Propriedades Culturais Importantes – estão atualmente sob a guarda do Onkogakkai (温故学会), uma instituição dedicada à preservação e estudo das obras de Hanawa Hokiichi.
Embora os edifícios originais não existam mais, uma maquete e diversos artefatos estão expostos no Museu Memorial Hanawa Hokiichi. O local onde o Instituto se situava foi declarado sítio histórico pelo Governo Metropolitano de Tóquio em 1952 e hoje conta com uma placa turística em Sanbanchō.